# Davit Devdariani
Davit Devdariani est un footballeur géorgien, né le 28 octobre 1987 à Tbilissi en Géorgie. Il évolue comme milieu offensif.

## Sélection nationale
Davit Devdariani obtient six sélections depuis 2008, dont deux comme titulaire.

## Palmarès
Vierge